# Mbugani (Chunya)
Mbugani è una circoscrizione rurale (rural ward) della Tanzania situata nel distretto di Chunya, regione di Mbeya. Conta una popolazione di 8 734 abitanti (censimento 2012).